# Kawasaki Ki-102
Die Kawasaki Ki-102 (japanisch: キ102, alliierter Codename Randy) war ein japanisches Jagdflugzeug im Zweiten Weltkrieg.

## Entwicklung
Kawasaki begann 1942 mit der Entwicklung eines Nachfolgemodells für den schweren Jäger Ki-45 Toryu (alliierter Codename Nick). Der Prototyp dieses zweimotorigen Jagdzweisitzers Ki-96 wurde im September 1943 fertiggestellt. Dann aber entschied die Armeeführung, die Ki-96 zu einem Schlachtflugzeug umkonstruieren zu lassen. Drei Prototypen waren unter der Bezeichnung Ki-102 in Auftrag gegeben worden, die erste Maschine wurde im März 1944 fertig. Sie trug im Rumpfbug eine 57-mm-Kanone mit 150 Schuss, dazu zusätzlich zwei 20-mm-Kanonen und im Funkersitz ein 12,7-mm-MG. Es folgte eine Vorserie von 20 Stück und im Oktober 1944 wurde der Serienbau begonnen. Während eines Probefluges über Tachikawa konnte die Ki-102 mit einem 57-mm-Geschoss einen Motor einer amerikanischen B-29 herausschießen. Als sich dann die B-29-Angriffe verstärkten, wurde die Ki-102 mit Abgasturboladern ausgerüstet. Die Erprobung ergab dann eine Steigfähigkeit auf 10.440 m Höhe. Daraufhin erhielt der Ki-102-Auftrag die höchste Dringlichkeitsstufe. Durch die Kriegsereignisse kam es aber nur noch zum Bau von 15 Maschinen, die von B-29-Besatzungen sehr gefürchtet waren. Auch eine Nachtjagdversion Ki-102 C wurde gebaut. Trotz zahlreicher Hemmnisse sind insgesamt 218 Ki-102 gebaut worden, davon aber nur 15 als Höhenmaschinen Ki-102 B.

## Versionen
- Ki-102-B – Höhenjagdflugzeug
- Ki-102-C – Nachtjagdflugzeug

## Technische Daten
| Kenngröße               | Daten                                                         |
| ----------------------- | ------------------------------------------------------------- |
| Besatzung               | 2                                                             |
| Länge                   | 11,45 m                                                       |
| Spannweite              | 15,57 m                                                       |
| Höhe                    | 3,70 m                                                        |
| Flügelfläche            | 34,00 m²                                                      |
| Flügelstreckung         | 7,1                                                           |
| Leermasse               | 4.950 kg                                                      |
| Startmasse              | 7.300 kg                                                      |
| Höchstgeschwindigkeit   | 580 km/h in 6.000 m Höhe                                      |
| Steigzeit               | 18 min auf 10.000 m Höhe                                      |
| Gipfelhöhe              | 11.000 m                                                      |
| Reichweite              | 2.000 km                                                      |
| Triebwerke              | 2 × Mitsubishi Ha-112-IIru, je 1.500 PS (ca. 1.100 kW)        |
| Bewaffnung              | 1 × Maschinenkanone (MK), 57 mm 2 × MK, 20 mm 1 × MG, 12,7 mm |
| Bombenlast (bei Bedarf) | 500 kg                                                        |